# Петтенбах (Верхняя Австрия)
Петтенбах (нем. Pettenbach (Oberösterreich)) — ярмарочная коммуна (нем. Marktgemeinde) в Австрии, в федеральной земле Верхняя Австрия. 
Входит в состав округа Кирхдорф-на-Кремсе.  Население составляет 4837 человек (на 31 декабря 2005 года). Занимает площадь 55 км². Официальный код  —  40 912.

## Политическая ситуация
Бургомистр коммуны — Фридрих Шустер (АНП) по результатам выборов 2003 года.
Совет представителей коммуны (нем. Gemeinderat) состоит из 31 места.
- АНП занимает 16 мест.
- СДПА занимает 11 мест.
- АПС занимает 4 места.

## Города-побратимы
- Тухув